# Gillian Cowley
Gillian Cowley, född den 8 juli 1955 i Kitwe, Zambia, är en zimbabwisk landhockeyspelare.
Hon tog OS-guld i damernas landhockeyturnering i samband med de olympiska landhockeytävlingarna 1980 i Moskva.